# Tábua
Tábua é uma vila portuguesa do distrito de Coimbra, que pertenceu à antiga província da Beira Alta e região do Centro (Região das Beiras),  atualmente inserida na sub-região Região de Coimbra (NUT III), com cerca de 2 700 habitantes.
A vila é sede do município de Tábua que tem 199,79 km² de área e 12 071 habitantes (2011), subdividido em 11 freguesias. O município é limitado a norte pelo município de Carregal do Sal, a este por Oliveira do Hospital, a sul por Arganil, a oeste por Penacova e a noroeste por Santa Comba Dão.

## Freguesias

Freguesias do município de Tábua.

O Município de Tábua está dividido em 11 freguesias:
- Ázere e Covelo
- Candosa
- Carapinha
- Covas e Vila Nova de Oliveirinha
- Espariz e Sinde
- Midões
- Mouronho
- Pinheiro de Coja e Meda de Mouros
- Póvoa de Midões
- São João da Boa Vista
- Tábua

## Património
- Igreja Matriz de Tábua
- Igreja Paroquial de Midões
- Capela do Senhor dos Milagres
- Pelourinho de Candosa
- Pelourinho de Midões
- Pelourinho de Percelada
- Biblioteca Municipal João Brandão
- Centro Cultural de Tábua
- Paços do Concelho
- Casa setecentista (em frente dos Paços do Concelho)
- Casas oitocentistas (perto da Capela dos Milagres e na rua de trás da igreja)
- Casa-Museu de Sara Beirão
- Fontanário
- Arco da vila
- Escola do Conde Ferreira
- Moinhos de Sevilha
- Monte de S. Brás (e capela)
- Pedra da Sé
- Trecho da albufeira da Barragem da Aguieira
- Alto das Carvalhas (Barras)
- Estrada e ponte Romana

## Escolas do município
AGRUPAMENTO DE ESCOLAS DE TÁBUA -www.aetabua.pt
- Escola Secundária de Tábua
- Escola Básica n.º 2 de Tábua
- Escola Básica Margarida Fierro Caeiro da Matta
- Escola Básica n.º 1 de Tábua - Centro Escolar Santa Maria
- Escola Básica de Mouronho

## Personalidades célebres
- Fernão Pais da Cunha, 1.º Senhor Medieval de Tábua
- Domingos Joanes
- João Brandão (1825-1880), político e guerrilheiro
- António Madeira (1913-2002), empresário e filantropo
- Ricardo Manuel Fonseca Neves (* 1989), futebolista
- Scissors Gaunt, SHSL trash

## Evolução da População do Município
| Número de habitantes | Número de habitantes | Número de habitantes | Número de habitantes | Número de habitantes | Número de habitantes | Número de habitantes | Número de habitantes | Número de habitantes | Número de habitantes | Número de habitantes | Número de habitantes | Número de habitantes | Número de habitantes | Número de habitantes | Número de habitantes |
| -------------------- | -------------------- | -------------------- | -------------------- | -------------------- | -------------------- | -------------------- | -------------------- | -------------------- | -------------------- | -------------------- | -------------------- | -------------------- | -------------------- | -------------------- | -------------------- |
| 1864                 | 1878                 | 1890                 | 1900                 | 1911                 | 1920                 | 1930                 | 1940                 | 1950                 | 1960                 | 1970                 | 1981                 | 1991                 | 2001                 | 2011                 | 2021                 |
| 17 207               | 18 489               | 18 733               | 18 371               | 18 169               | 17 354               | 16 530               | 17 673               | 17 798               | 15 869               | 12 441               | 13 456               | 13 101               | 12 602               | 12 071               | 11 160               |

(Obs.: Número de habitantes "residentes", ou seja, que tinham a residência oficial neste município à data em que os censos  se realizaram.)	
De acordo com os dados do INE o distrito de Coimbra registou em 2021 um decréscimo populacional na ordem dos 5.0% relativamente aos resultados do censo de 2011. No concelho de Tábua esse decréscimo rondou os 7.5%. 
| Número de habitantes por Grupo Etário | Número de habitantes por Grupo Etário | Número de habitantes por Grupo Etário | Número de habitantes por Grupo Etário | Número de habitantes por Grupo Etário | Número de habitantes por Grupo Etário | Número de habitantes por Grupo Etário | Número de habitantes por Grupo Etário | Número de habitantes por Grupo Etário | Número de habitantes por Grupo Etário | Número de habitantes por Grupo Etário | Número de habitantes por Grupo Etário | Número de habitantes por Grupo Etário | Número de habitantes por Grupo Etário |
| ------------------------------------- | ------------------------------------- | ------------------------------------- | ------------------------------------- | ------------------------------------- | ------------------------------------- | ------------------------------------- | ------------------------------------- | ------------------------------------- | ------------------------------------- | ------------------------------------- | ------------------------------------- | ------------------------------------- | ------------------------------------- |
|                                       | 1900                                  | 1911                                  | 1920                                  | 1930                                  | 1940                                  | 1950                                  | 1960                                  | 1970                                  | 1981                                  | 1991                                  | 2001                                  | 2011                                  | 2021                                  |
| 0-14 Anos                             | 5 868                                 | 5 959                                 | 5 439                                 | 5 538                                 | 5 218                                 | 4 803                                 | 4 210                                 | 2 945                                 | 3 144                                 | 2 528                                 | 1 963                                 | 1 637                                 | 1 243                                 |
| 15-24 Anos                            | 2 755                                 | 2 750                                 | 2 331                                 | 2 669                                 | 2 889                                 | 2 710                                 | 2 264                                 | 1 570                                 | 1 807                                 | 1 814                                 | 1 677                                 | 1 259                                 | 1 060                                 |
| 25-64 Anos                            | 7 166                                 | 7 261                                 | 7 196                                 | 7 057                                 | 7 268                                 | 7 464                                 | 7 048                                 | 5 480                                 | 5 942                                 | 5 863                                 | 5 942                                 | 6 113                                 | 5 534                                 |
| = ou > 65 Anos                        | 1 368                                 | 1 554                                 | 1 628                                 | 1 817                                 | 1 930                                 | 2 123                                 | 2 347                                 | 2 265                                 | 2 563                                 | 2 896                                 | 3 020                                 | 3 062                                 | 3 323                                 |

(Obs: De 1900 a 1950 os dados referem-se à população "de facto", ou seja, que estava presente no município à data em que os censos se realizaram. Daí que se registem algumas diferenças relativamente à designada população residente)

## Política

### Eleições Autárquicas[8]
| Data | %       | V       | %       | V       | %            | V            | %     | V  | %              | V       | Participação   |                |
| Data | PPD/PSD | PPD/PSD | CDS-PP  | CDS-PP  | FEPU/APU/CDU | FEPU/APU/CDU | PS    | PS | PSD-CDS        | PSD-CDS | Participação   |                |
| ---- | ------- | ------- | ------- | ------- | ------------ | ------------ | ----- | -- | -------------- | ------- | -------------- | -------------- |
| Data | 1976    | 54,04   | 3       | 28,49   | 2            | 8,72         | -     |    |                |         |                | 52,32 / 100,00 |
| 1979 | 60,81   | 4       | 12,27   | -       | 3,79         | -            | 18,26 | 1  | 64,54 / 100,00 |         |                |                |
| 1982 | 47,42   | 4       | 13,94   | 1       | 2,50         | -            | 30,51 | 2  | 65,45 / 100,00 |         |                |                |
| 1985 | 48,38   | 4       | 17,15   | 1       | 2,28         | -            | 28,80 | 2  | 62,76 / 100,00 |         |                |                |
| 1989 | 39,76   | 3       | 6,40    | -       | 1,88         | -            | 48,29 | 4  | 64,64 / 100,00 |         |                |                |
| 1993 | 60,03   | 5       |         |         | 1,44         | -            | 34,94 | 2  | 70,55 / 100,00 |         |                |                |
| 1997 | 38,48   | 3       | 2,08    | -       | 1,51         | -            | 53,93 | 4  | 69,57 / 100,00 |         |                |                |
| 2001 | 43,40   | 3       |         |         | 1,80         | -            | 51,57 | 4  | 72,43 / 100,00 |         |                |                |
| 2005 | 45,21   | 3       | 2,60    | -       | 1,62         | -            | 47,18 | 4  | 74,52 / 100,00 |         |                |                |
| 2009 | CDS-PP  | CDS-PP  | PPD/PSD | PPD/PSD | 3,53         | -            | 56,36 | 4  | 36,75          | 3       | 70,22 / 100,00 |                |
| 2013 | CDS-PP  | CDS-PP  | PPD/PSD | PPD/PSD | 7,68         | -            | 57,39 | 5  | 28,43          | 2       | 62,32 / 100,00 |                |
| 2017 | 34,74   | 3       | 2,22    | -       | 5,37         | -            | 53,61 | 4  |                |         | 67,51 / 100,00 |                |
| 2021 | CDS-PP  | CDS-PP  | PPD/PSD | PPD/PSD | 1,91         | -            | 52,49 | 4  | 42,25          | 3       | 67,79 / 100,00 |                |

### Eleições Legislativas
| Data | %     | %     | %     | %    | %     | %     | %        | %     | %    | %     | %    | %   | %       | % | %  | %  |
| Data | PSD   | PS    | CDS   | PCP  | UDP   | AD    | APU/ CDU | FRS   | PRD  | PSN   | BE   | PAN | PSD CDS | L | CH | IL |
| ---- | ----- | ----- | ----- | ---- | ----- | ----- | -------- | ----- | ---- | ----- | ---- | --- | ------- | - | -- | -- |
| 1976 | 35,71 | 30,21 | 16,48 | 2,19 | 0,64  |       |          |       |      |       |      |     |         |   |    |    |
| 1979 | AD    | 27,23 | AD    | APU  | 0,72  | 59,36 | 3,79     |       |      |       |      |     |         |   |    |    |
| 1980 | AD    | FRS   | AD    | APU  | 0,38  | 61,83 | 3,38     | 25,22 |      |       |      |     |         |   |    |    |
| 1983 | 36,90 | 37,02 | 15,57 | APU  | 0,62  |       | 3,76     |       |      |       |      |     |         |   |    |    |
| 1985 | 39,05 | 25,23 | 13,76 | APU  | 0,81  | 4,70  | 9,41     |       |      |       |      |     |         |   |    |    |
| 1987 | 61,18 | 19,32 | 8,47  | CDU  | 0,28  | 2,33  | 1,34     |       |      |       |      |     |         |   |    |    |
| 1991 | 65,23 | 22,88 | 4,96  | CDU  |       | 1,05  | 0,39     | 1,27  |      |       |      |     |         |   |    |    |
| 1995 | 48,23 | 40,10 | 5,99  | CDU  | 0,46  | 1,31  |          | 0,52  |      |       |      |     |         |   |    |    |
| 1999 | 42,43 | 44,33 | 6,73  | CDU  |       | 1,87  |          | 0,72  |      |       |      |     |         |   |    |    |
| 2002 | 48,96 | 37,68 | 6,74  | CDU  | 1,76  | 0,99  |          |       |      |       |      |     |         |   |    |    |
| 2005 | 38,71 | 45,99 | 5,59  | CDU  | 1,96  | 2,61  |          |       |      |       |      |     |         |   |    |    |
| 2009 | 34,94 | 43,15 | 7,52  | CDU  | 3,08  | 5,53  |          |       |      |       |      |     |         |   |    |    |
| 2011 | 46,92 | 29,24 | 8,39  | CDU  | 4,56  | 2,94  | 0,80     |       |      |       |      |     |         |   |    |    |
| 2015 | CDS   | 34,60 | PSD   | CDU  | 4,80  | 6,20  | 0,95     | 45,51 | 0,44 |       |      |     |         |   |    |    |
| 2019 | 30,79 | 41,47 | 3,98  | CDU  | 4,20  | 7,62  | 2,04     |       | 0,63 | 0,39  | 0,22 |     |         |   |    |    |
| 2022 | 33,31 | 47,55 | 1,98  | CDU  | 1,86  | 2,61  | 1,02     | 0,38  | 4,93 | 2,41  |      |     |         |   |    |    |
| 2024 | AD    | 32,16 | AD    | CDU  | 34,43 | 2,11  | 2,84     | 1,46  | 1,27 | 17,83 | 2,36 |     |         |   |    |    |